# Kathedra

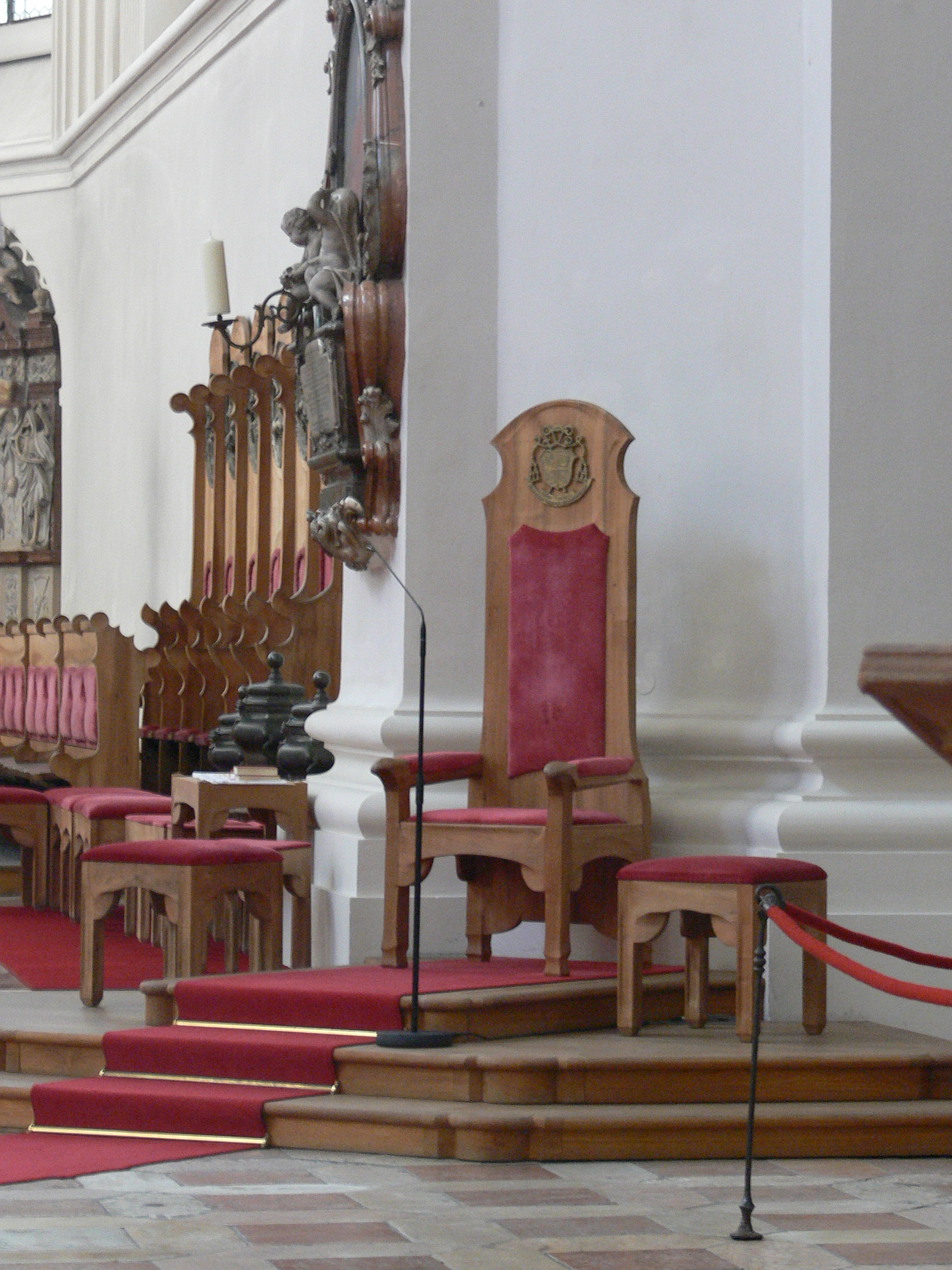
Die Kathedra des Bischofs von Passau im Passauer Dom

Die Kathedra (καθέδρα ‚Sitz, Sessel‘; ins Lateinische übernommen als cathedra ‚Sitz, Lehrstuhl‘) ist seit der Antike das Symbol der Vollmacht eines öffentlichen Amtsträgers (vgl. Katheder). Im Kirchenbau bekam die Kathedra, der Lehrstuhl des Bischofs, einen herausgehobenen Platz beim Altar und steht für die apostolische Amtsvollmacht wie auch für die Aufgabe des Bischofs, zu leiten und zu lehren. Zugleich bezeichnet Kathedra den Bischofssitz auch im institutionellen Sinn.

## Ex cathedra

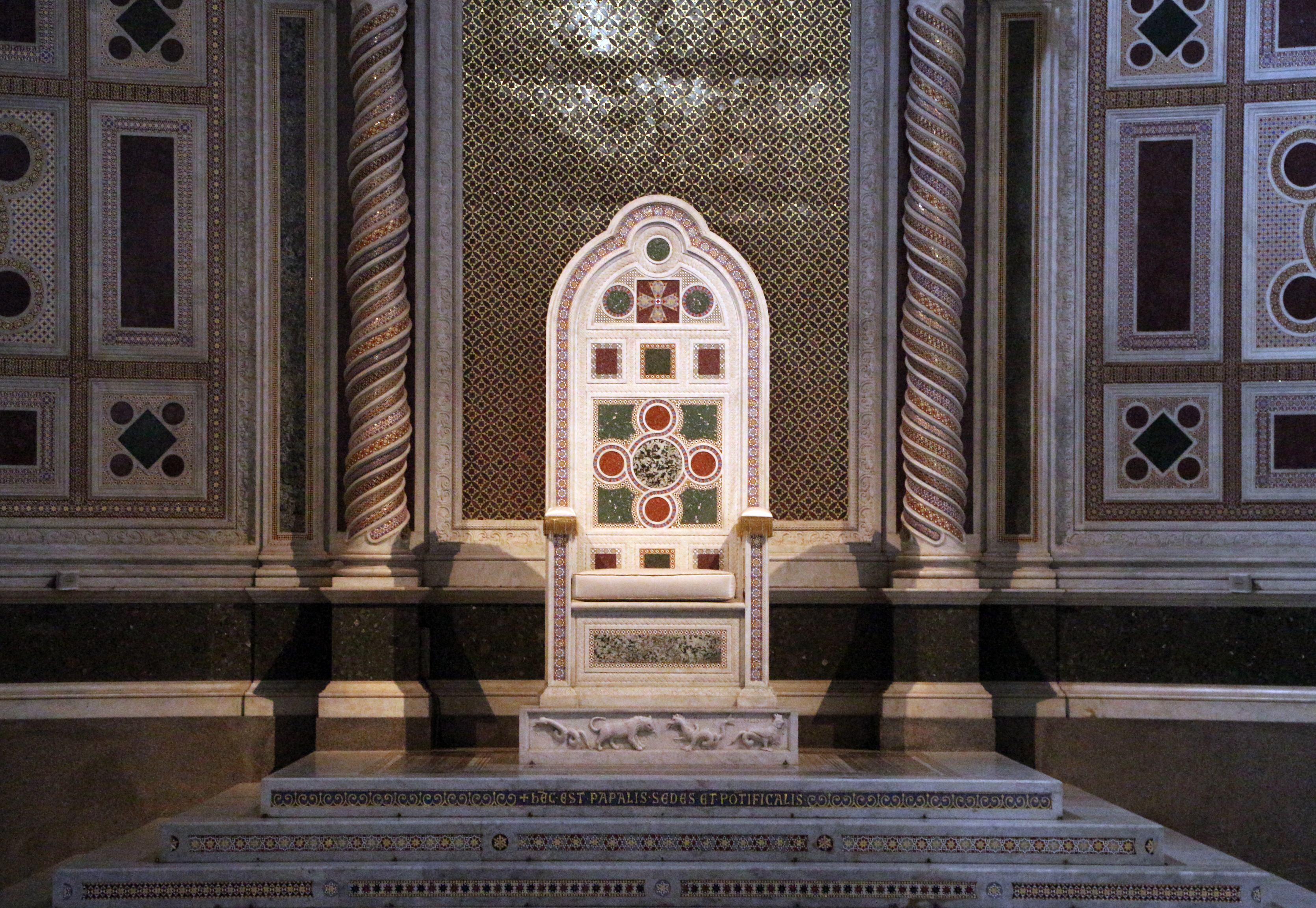
Die Kathedra des Papstes (Cathedra Petri) als Bischof von Rom in der Lateranbasilika

Der Terminus ex cathedra („von der Kathedra aus“) bezieht sich auf den Bischofssitz von Rom, dessen Inhaber nach Lehre der katholischen Kirche in der Nachfolge des Apostels Petrus steht und die höchste Vollmacht über die Gesamtkirche hat. Ein Wort des Papstes ex cathedra gilt als eine unfehlbar verkündete Lehrentscheidung in Fragen des Glaubens oder der Sittenlehre.
Als Papst Pius IX. beim Ersten Vatikanischen Konzil 1870 den bereits viel älteren Glauben an die Päpstliche Unfehlbarkeit zum förmlich definierten Dogma erhob, wurde als Bedingung und Beglaubigung für eine unfehlbare Lehrentscheidung unter anderem deren Verkündung ex cathedra [Petri] festgelegt. Da der Papst bei allen pastoralen und dogmatischen Äußerungen kraft seiner Amtsvollmacht spricht, müssen für die Unfehlbarkeit der Definition, die ihre Unwiderruflichkeit voraussetzt, noch weitere Bedingungen hinzukommen.
Für die Zeit bis 1870 herrscht große Unklarheit darüber, wie viele päpstliche Definitionen dieses Kriterium erfüllen; die Listen schwankten zwischen etwa 10 und 20 Dokumenten. Fast immer als unfehlbare Definition ex cathedra wurden die Lehre Benedikts XII. zur visio beatifica (Bulle Benedictus Deus, 1336) und die fünf von Innozenz X. verurteilten Sätze des Jansenismus (Bulle Cum occasione, 1653) angesehen, gelegentlich auch die Schlussformel der Bulle Unam Sanctam von Bonifaz VIII. über den geistlichen Anspruch des Papsttums (1302). Laut Erstem Vatikanischen Konzil muss der Papst eine Dogmenverkündung jedoch deutlich als eine „von Gott offenbarte Wahrheit“ kennzeichnen, so dass die Zahl der konkreten Anwendungsfälle heute allgemein auf zwei Dogmen reduziert wird: 1854 die Unbefleckte Empfängnis sowie 1950 die Leibliche Aufnahme Mariens in den Himmel.
Über den Fall der dogmatischen Definition hinaus nimmt die Kirche aber auch eine wesentliche Irrtumslosigkeit des päpstlichen und kirchlichen Lehramts hinsichtlich der in Kontinuität vorgetragenen Lehren an (vgl. Lumen gentium, 25). Die oben genannten päpstlichen Entscheidungen sind also jedenfalls in das allgemeine, ordentliche Lehramt der Kirche verbindlich eingegangen, selbst wenn sie nach heute fast allgemeiner Ansicht als Akt des außerordentlichen päpstlichen Lehramts gelten.
Auch zu fast sämtlichen Hauptfragen des Glaubens äußert sich die Kirche kontinuierlich affirmativ, wie etwa über die Auferstehung Jesu, über die es kein definitives Dogma gibt, an deren Wahrheit aber das gesamte Christentum hängt. Auch bei der Anerkennung der Gründung neuer Ordensgemeinschaften wie auch bei Heiligsprechungen gilt das nicht definierende Handeln des Papstes als irrtumsfrei.